# Il libro di Ptath
Il libro di Ptath (The Book of Ptath, anche Two Hundred Million A.D. e Ptath) è un romanzo di fantascienza del 1943 dello scrittore canadese, naturalizzato statunitense A. E. van Vogt.

## Storia editoriale
È stato pubblicato per la prima volta negli Stati Uniti nel numero dell'ottobre 1943 della rivista Unknown Worlds; la prima edizione in volume è del 1947 della Fantasy Press in 3 021 copie.
La prima traduzione in italiano, di Giulio Martini è stata pubblicata dalla Ponzoni Editore nel 1958 nel volume n. 9 della collano Cosmo e nel 1962 nel volume n. 4 della collana Cosmo. I Capolavori della fantascienza.
Una traduzione di Ugo Malaguti è stata pubblicata dalla Libra Editrice nel 1968, nel volume n. 2 della collana I Classici della Fantascienza e dalla Garden Editoriale nel 1986, nel volume n. 3 della collana Solaris Fantascienza.
Una traduzione di Marta Simonetti intitolata A.D. 2.000.000 è stata pubblicata dalla Fanucci nel 1989, nel volume n. 9 della collana Biblioteca di Fantascienza.
Una traduzione di Vittoria Puggioni è stata pubblicata nel 1994 dalla Compagnia del Fantastico.Gruppo Newton nel volume n. 8 della collana Il Fantastico Economico Classico.

## Trama
Ptath è un semi-dio del lontano futuro della Terra, quando i continenti hanno cambiato forma e sono abitati da 80 miliardi di persone.
Ptath, con le sue due mogli-dee, governava grazie a poteri divini alimentati dalle preghiere, delle donne quelli di lui e degli uomini quelli delle dee.
Prima dell'inizio del romanzo, Ptath aveva deciso di viaggiare indietro nel tempo e incarnarsi in una serie di mortali della storia della Terra, ma una delle sue mogli-dee ha approfittato della sua assenza per cercare di usurpare il suo potere imprigionando l'altra moglie-dea e proibendo solo alle donne di pregare, in modo da togliere a Ptath la sua fonte di potere pur mantenendo la sua.
La moglie prigioniera riesce a riportare Ptath a Gonwonlane nel suo corpo immortale ma con la mente della sua più recente incarnazione: un soldato della seconda guerra mondiale, Peter Holroyd, appena deceduto; Ptath ricorda di essere stato ucciso nel suo carro armato per poi immediatamente svegliarsi (nudo, camminando per una strada) in un lontano futuro.
La storia segue Ptath mentre salva l'altra moglie, scopre il suo corpo immortale, i suoi poteri mentali e fa guerra alla sua moglie malvagia.

## Critica
Lin Carter ha classificato Il libro di Ptath come il "miglior romanzo singolo" di van Vogt e ha cercato di convincerlo a scrivere un sequel, invece R. D. Mullen ha respinto il romanzo, affermando che non vedeva motivo di includerlo in una biblioteca di fantascienza.
Questo è stato il secondo romanzo scritto dall'autore e l'ultima sua opera prima di lasciare il Canada per trasferirsi a Los Angeles, dove l'influenza di teorie pseudoscientifiche e sette religiose cambieranno profondamente il suo lavoro e la sua vita.